# Thomas Day (Schriftsteller, 1748)

Thomas Day

Thomas Day (* 22. Juni 1748 in London; † 28. September 1789 in Barehill, Berkshire) war ein englischer Schriftsteller und politischer Essayist. Er gilt als einer der bedeutendsten Vertreter der Rousseaultschen Vorstellungen von einer naturnahen Gesellschaftsform im frühindustriellen England.

## Leben
Als einziger Sohn eines wohlhabenden Landgutsbesitzers, den er im Alter von einem Jahr beerbte, litt Day nie wirtschaftliche Not. Seinem Naturell entsprechend bemühte sich Day allerdings von früh auf – angeblich bereits als Kind – aktiv um sozialen Ausgleich und individuelles Wohlergehen innerhalb seines persönlichen Umfeldes. Als Jugendlicher beeinflusste die Lektüre von Jean-Jacques Rousseaus Roman Emile Day in hohem Maße: er entwickelte sich zu einem begeisterten Anhänger der Rousseauschen Ideen der naturnahen, „freien“ Gesellschaft und Erziehung. Wie Rousseau begann er, Bücher und Romane zu schreiben, die in der frühindustriellen englischen Gesellschaft sehr beliebt wurden und dort zur Verbreitung der Rousseauschen Vorstellungen entscheidend beitrugen.
Von seinem engen Freund und Oxforder Studienkameraden Richard Lovell Edgeworth war Day 1766 in den gerade gegründeten Kreis der Lunar Society eingeführt worden, in deren Runde er ab 1770, nach seinem Umzug nach Lichfield, regelmäßiger Teilnehmer war. Hier beeinflusste er gemeinsam mit Edgeworth durch seine Überzeugungen die liberalen, neuen Ideen offenen gegenüber stehenden Mitglieder und war dadurch einer der Wegbereiter für Matthew Boultons bewusst menschenfreundliche Gestaltung seiner Fabrik Soho Manufactory und seiner Einführung einer ersten Sozialversicherung.
Auch durch eigene Versuche bemühte sich Day um die Verwirklichung seiner Ideen von Bildung und freiem Denken. Als er nach dem Tod seiner ersten Frau keine Frau fand, die seinen Vorstellungen einer gebildeten, gleichberechtigten Frau entsprach, nahm er 1769 zwei Waisenmädchen in Obhut, denen er eine Ausbildung nach seinen Vorstellungen angedeihen ließ, um später eine der beiden zu heiraten. Zu einer Heirat mit einem dieser Mädchen kam es aber nie; das Experiment wurde 1778 beendet, als er Esther Millner heiratete.
Ebenfalls 1778 schloss sich Day der Anti-Sklaverei-Bewegung an, die in ihm eines ihrer prominentesten Mitglieder fand. Days Gedicht The Dying Negroe, das er gemeinsam mit John Bicknell geschrieben hatte, wurde zu einem der bekanntesten Werke seiner Zeit gegen die Sklaverei. Er engagierte sich auch in Grundsatzfragen der britischen Politik und unterstützte die amerikanische Unabhängigkeitsbewegung.
Day starb am 28. September 1789 an einer Kopfverletzung, die er bei einem Reitunfall erlitt, kurz vor Erscheinen des letzten Bandes seines Kinderromans Sandford and Marton, der heute noch in Großbritannien gelesen wird und der heute als sein bekanntestes Werk gilt. Seine Grabstelle ist unbekannt; vermutlich liegt er unter einer der Eichen seines Gutes in Anningsley. Days Frau Esther starb zwei Jahre nach Days Tod.

## Werke (Auswahl)
- The Dying Negro (1773)
- Reflexions upon the Present State of England (1782); später erschienen als Letters from Marius
- Sandford and Merton (1783–1789)